# 丁二醛
丁二醛又叫琥珀醛，是一种有机化合物，化学式为(CH2CHO)2。和其它二醛相似，丁二醛化学性质十分活泼。通常，它以水合物或甲醇缩醛的形式储存。丁二醛具刺激性气味。它是托品酮的前体。它可用作交联剂，但相比于类似的戊二醛，较为少用。

## 制备
丁二醛通过用氯气氧化THF，经过水解，然后通过丙烯醛衍生物的加氢甲酰化反应生成。
在水溶液中，分子水合并成环；在甲醇中，它转化为环状缩醛，2,5-二甲氧基四氢呋喃。

## 应用
丁二醛主要用作制药原料，用于制备阿托品或硫酸阿托品。也可用作交联剂，但相比于类似的戊二醛，较为少用。也用来杀虫、杀菌。此外在摄影技术中，丁二醛会在一些显影液中加入作为冲洗照片的坚膜剂来使用，但因丁二醛有一定毒性，在使用含丁二醛的显影液时需要采取一定的防护手段。